# Chiesa di San Sebastiano (Valle Aurina)
La chiesa di San Sebastiano (in tedesco Kirche St. Sebastian) è la parrocchiale di Lutago (Luttach), frazione di Valle Aurina (Ahrntal) in Alto Adige. Appartiene al decanato di Tures della diocesi di Bolzano-Bressanone e risale al XV secolo.

## Storia

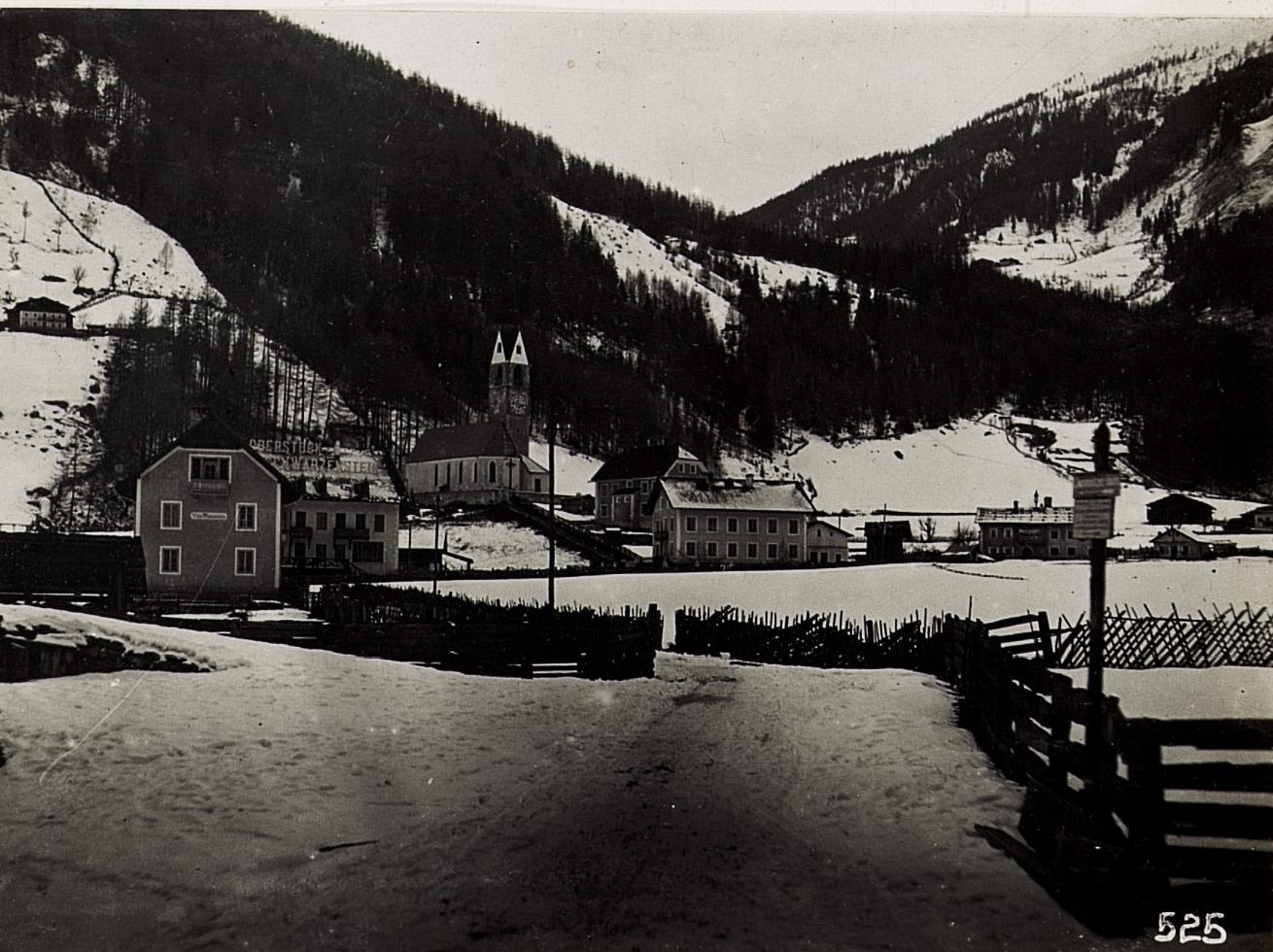
Panorama di Lutago con la chiesa parrocchiale in un'immagine che risale alla prima guerra mondiale (tra il 1914 e il 1918).

La prima cappella eretta a Lutago risale al XIII secolo e fu consacrata a Sebastiano, il santo protettore, con san Rocco, dalla peste.
Successivamente si sentì l'esigenza di un luogo di culto di maggiori dimensioni e questo venne eretto nel 1445 e in parte ricostruito, secondo lo stile gotico del tempo, circa mezzo secolo più tardi. Ancora non era presente il cimitero. Verso la fine del XX secolo, nel 1995, è stato oggetto di un importante intervento di restauro conservativo.

## Descrizione

### Esterno
La chiesa parrocchiale si trova in posizione elevata e panoramica, leggermente distanziata dal centro abitato e accanto alla zona cimiteriale della comunità.

### Interno
La navata interna è unica con zona dedicata al matroneo. Conserva varie opere di interesse artistico come dipinti e arredi sacri originali.
Secondo lo storico Tinkhauser nella seconda metà del XIX secolo all'interno era presente, sull'altare maggiore barocco, la pala opera di Josef Schöpf, raffigurante il titolare San Sebastiano poi trasferita ad Innsbruck.
La pala che ci è pervenuta raffigura tre donne romane che tolgono san Sebastiano dal rogo. Nelle nicchie dell'altare vi sono le statue che raffigurano Santa Barbara e Sant'Andrea Apostolo.